# Hannoverscher Yacht-Club

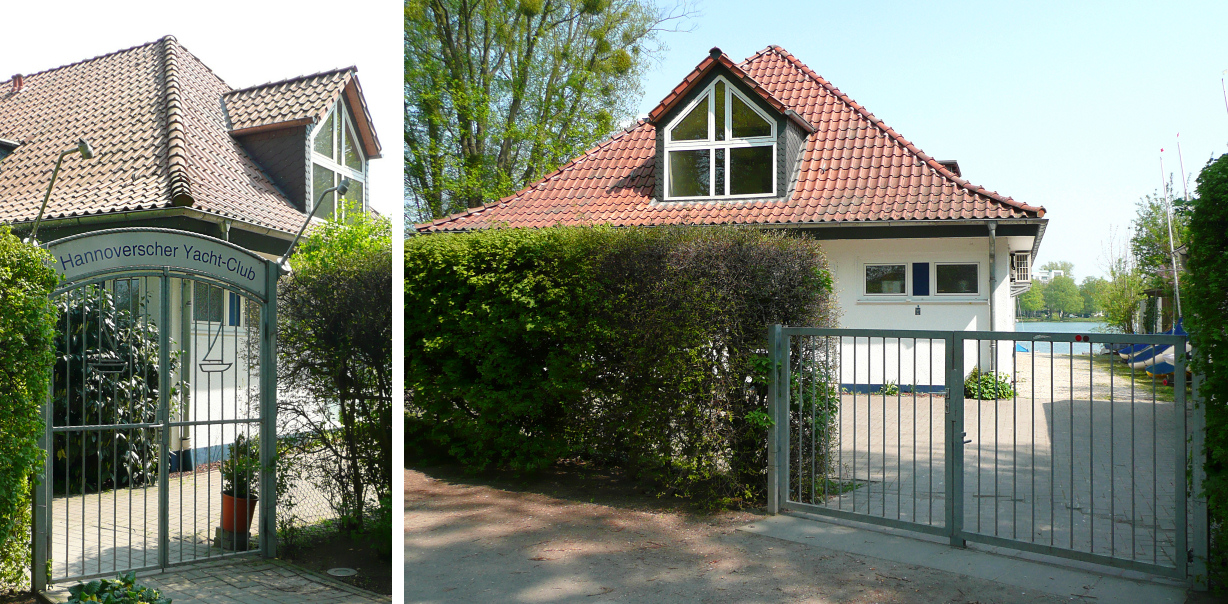
Vereinsheim in Hannover am Maschsee

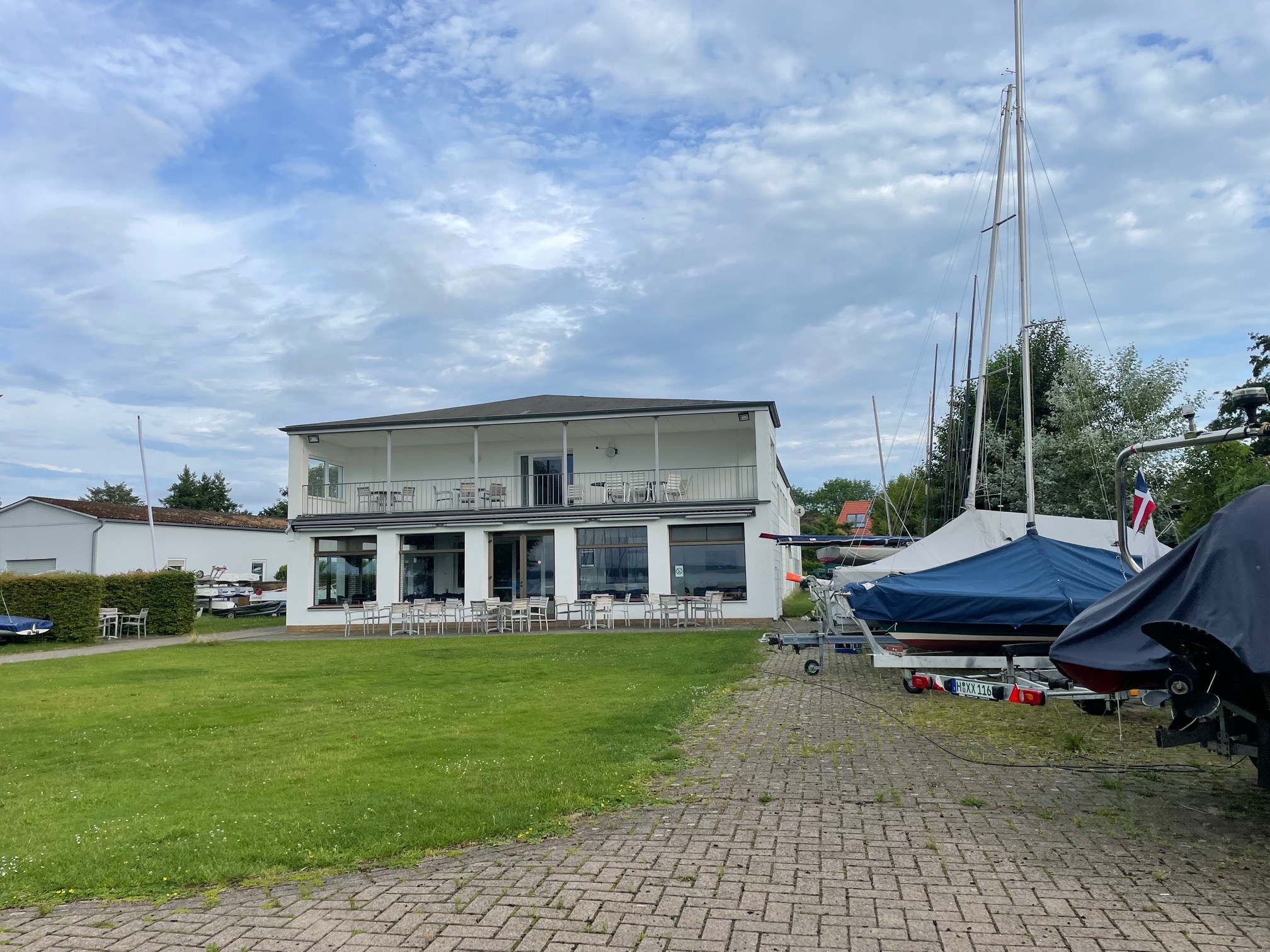
Vereinsheim am Steinhuder Meer

Der Hannoversche Yacht-Club (HYC) wurde am 1. April 1906 unter dem Namen Hagenburger Yacht-Club gegründet. 1933 kam es zur Änderung des Namens sowie ein Jahr später zur Vereinigung mit dem 1910 gegründeten Steinhuder Yacht-Club. Heute ist der HYC sowohl in Steinhude am Steinhuder Meer und seit 1948/49 auch in Hannover am Maschsee ansässig.

## Erfolge
1966 war mit den Meistertiteln im 15-m²-Jollenkreuzer und Korsar ein besonderes Jahr des HYC. Im Jahr 2000 konnte Gabriel Wicke im Contender einen Weltmeistertitel sichern. Dem folgten bis heute in verschiedenen Bootsklassen mehrere nationale und auch internationale Titel wie z. B. Niedersachsenmeister im 420er und Teeny, deutsche Jüngstenmeister im Teeny und Jugendvizemeister im 420er. Außerdem konnte 2003 vom Tornado-Team jeweils ein zweiter Platz bei den Internationalen Österreichischen Meisterschaften und Europameisterschaften auf Cagliari/Sardinien errungen werden.
2005 gab es unter anderem den Deutschen Meistertitel im 420er, die Jugend-Europameisterinnen im 470er und den internationalen Deutschen Meistertitel im 49er zu feiern. Derzeit bekannteste Seglerin des Clubs ist Susann Beucke, die mit Tina Lutz 2008 den 4. Platz bei der Internationalen Junioren-Weltmeisterschaft vor Gdynia im 420er und 2010 den 9. Platz bei der Kieler Woche im 470er ersegelt hat.